# دهستان صفائیه (زاوه)
صفائیه دهستانی در بخش مرکزی شهرستان زاوه استان خراسان رضوی ایران است. بر پایه سرشماری عمومی نفوس و مسکن در سال ۱۳۹۰ جمعیت این دهستان ۱۴٫۰۵۷ نفر (در ۳٫۸۰۱ خانوار) بوده است.